# Tyberiusz Kowalczyk

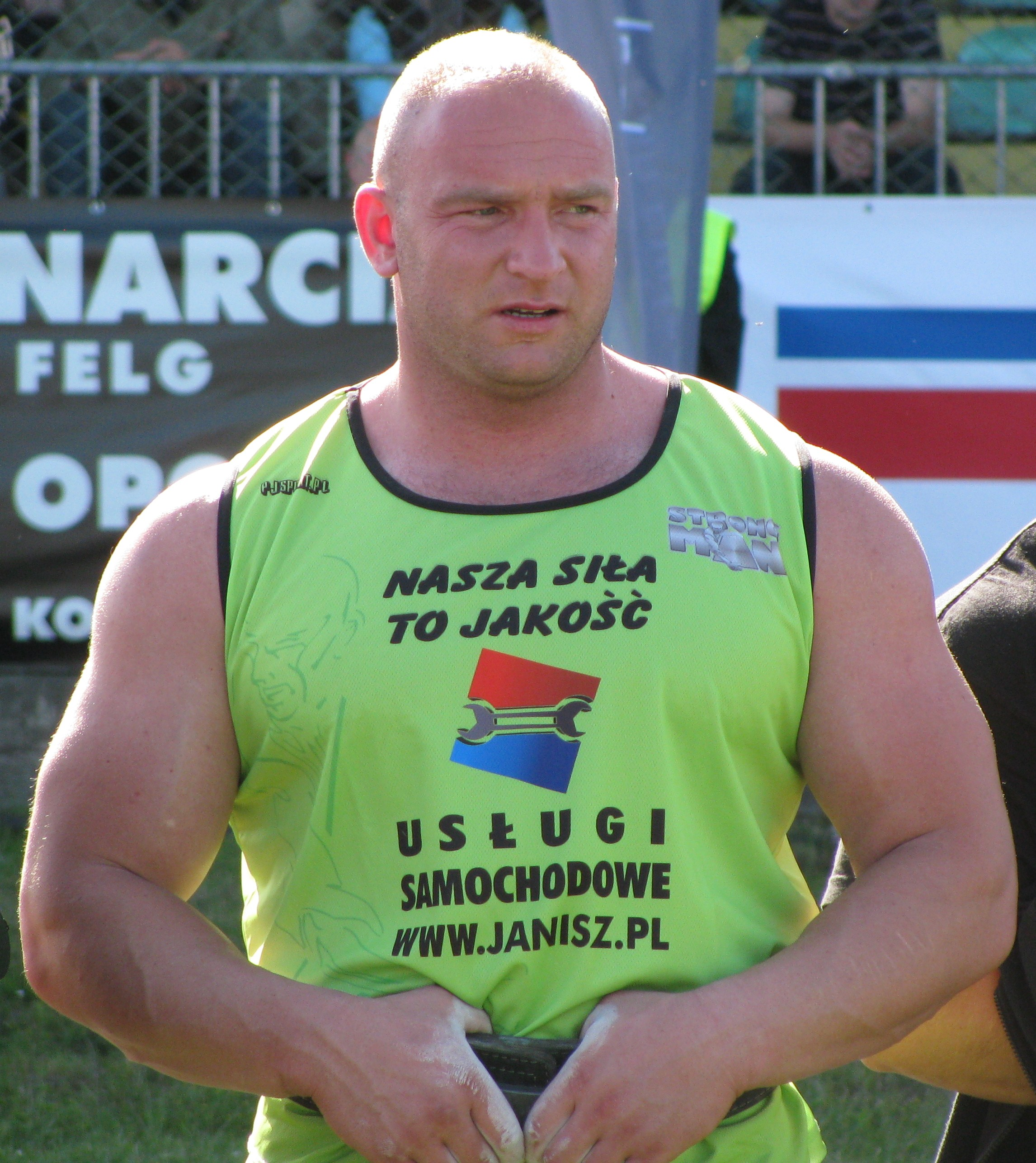
Tyberiusz Kowalczyk (2009)

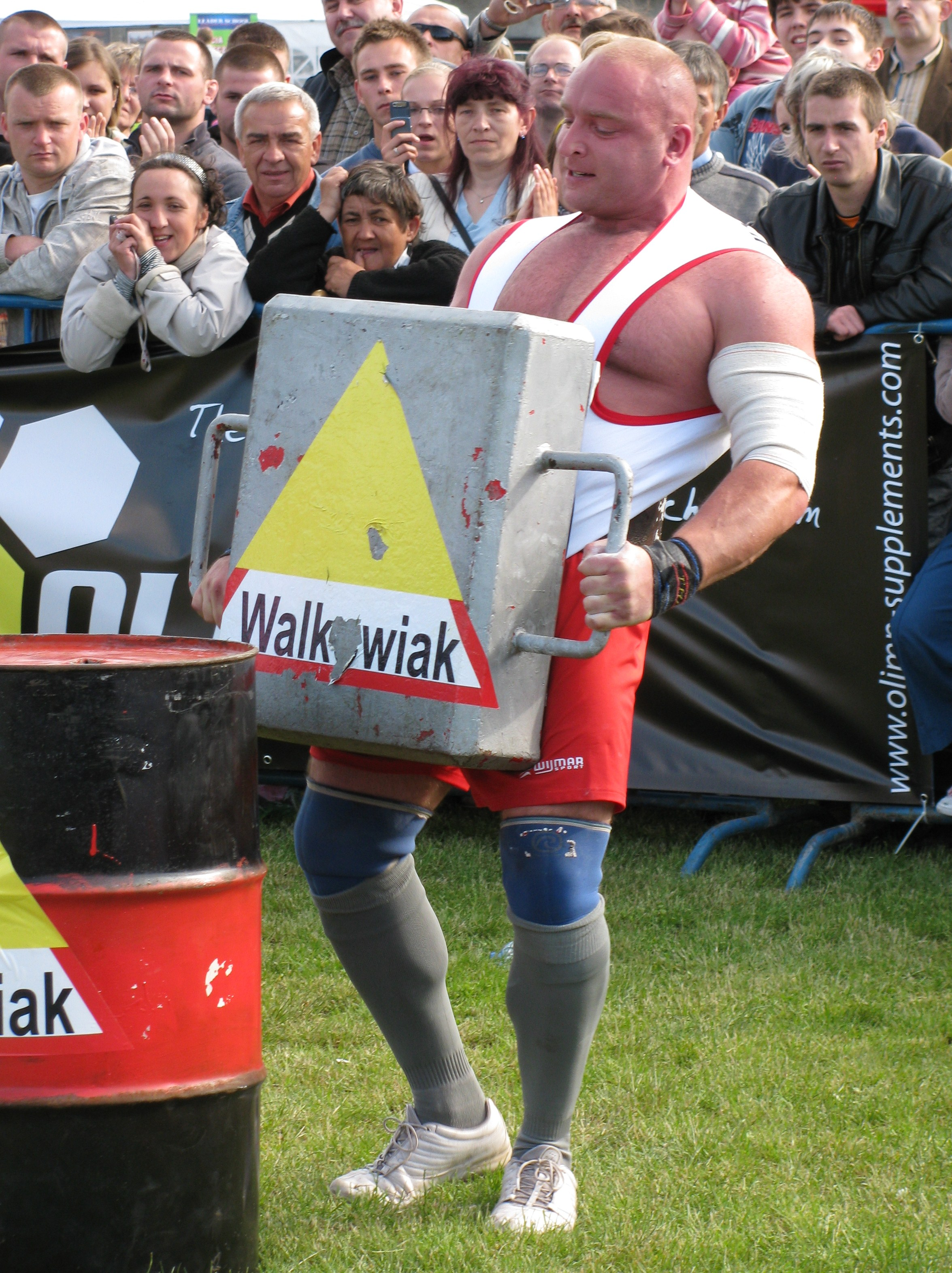
Tyberiusz Kowalczyk w konkurencji Spacer drwala

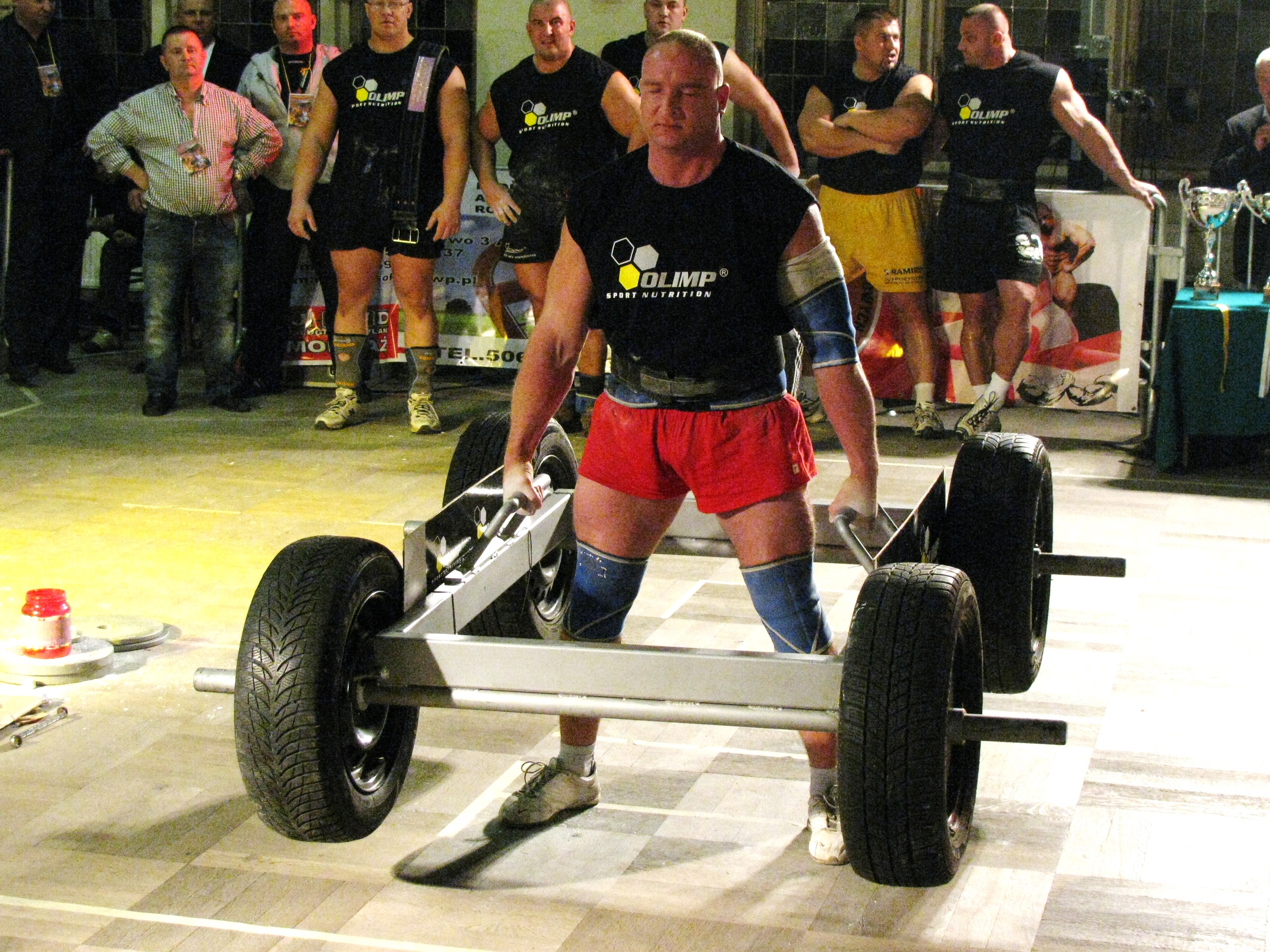
Tyberiusz Kowalczyk trzyma ciężar "na czas"

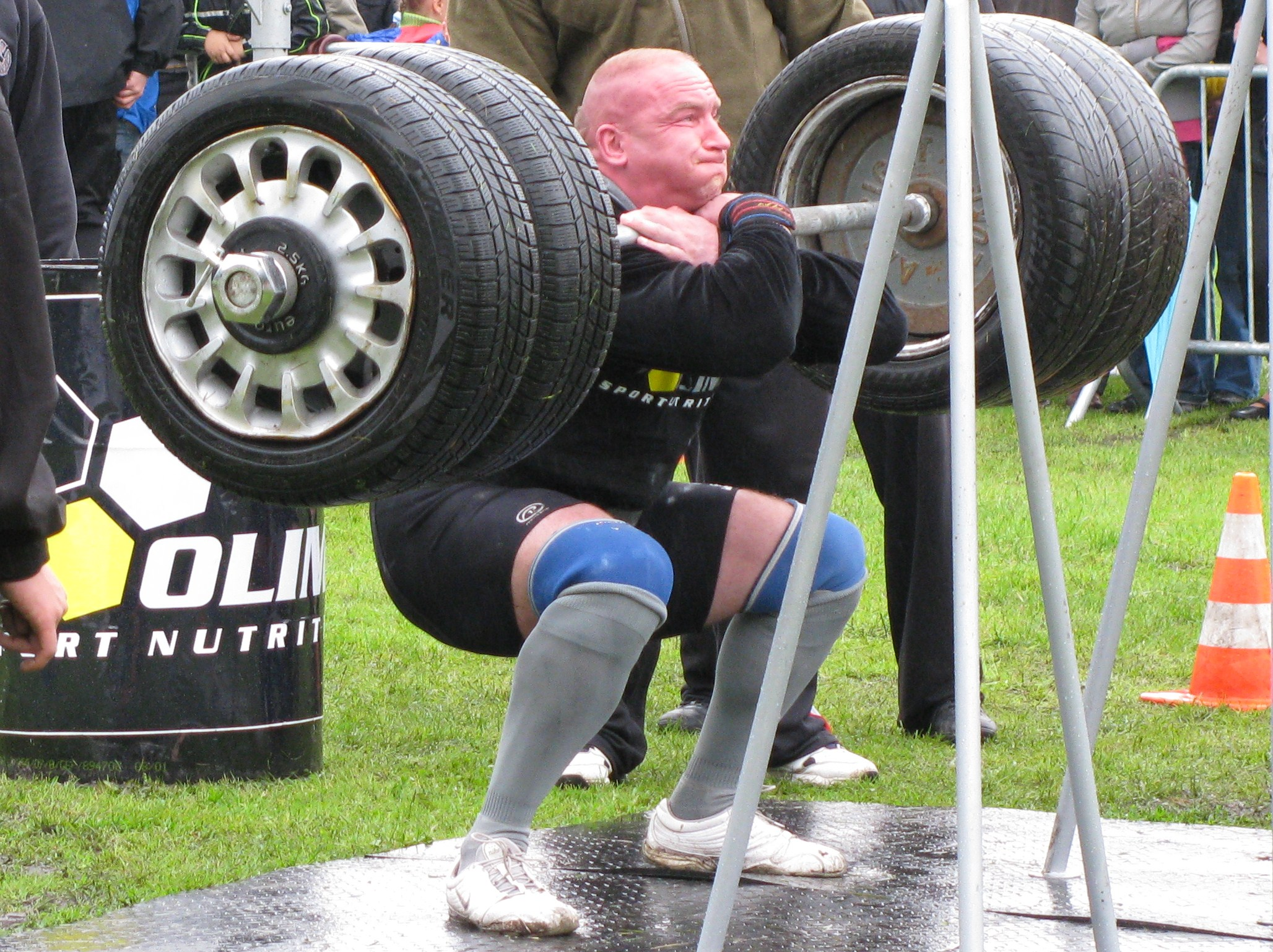
Tyberiusz Kowalczyk w przysiadzie ze sztangą przodem

Tyberiusz Ryszard Kowalczyk, pseudonim Tyberian (ur. 29 stycznia 1979 w Legnicy) – polski strongman i zawodnik MMA.
Jeden z najlepszych polskich siłaczy. Mistrz Europy Centralnej Strongman w Parach 2007. Mistrz Polski Strongman A-Nowi 2007.

## Życiorys
Tyberiusz Kowalczyk treningi siłowe rozpoczął w wieku osiemnastu lat. Uczestniczył w Pucharze Polski Strongman 2003 i Pucharze Polski Strongman: Eliminate Your Opponent Cup 2009.
Uzyskał wykształcenie średnie, w zawodzie technika budowlanego. Żonaty z Barbarą. W 2010 został wybrany na radnego Legnicy z ramienia Sojuszu Lewicy Demokratycznej. W 2013 odszedł z klubu SLD i przystąpił do Europy Plus.
Mieszka w Legnicy.
Wymiary:
- wzrost 187 cm[5]
- waga 126 kg
- biceps 52 cm
- udo 74 cm
- klatka piersiowa 145 cm

Rekordy życiowe:
- przysiad 330 kg
- wyciskanie 265 kg
- martwy ciąg 330 kg

## Osiągnięcia strongman
- 2003
  - 1. miejsce – Drugie zawody Polska kontra Reszta Świata
- 2004
  - 5. miejsce – Finał Pucharu Polski Strongman 2004, Szczecin
  - 6. miejsce – Polska-Skandynawia
- 2005
  - 3. miejsce – Finał Pucharu Polski Strongman 2005, Kielce
  - 2. miejsce – Zawody Północ-Południe
  - 1. miejsce – Czwarte zawody Polska kontra Reszta Świata
- 2006
  - 5. miejsce – Mistrzostwa Polski Strongman 2006, Września
- 2007
  - 1. miejsce – Mistrzostwa Europy Centralnej Strongman w Parach 2007 (z Ireneuszem Kurasiem), Polska
  - 1. miejsce – Mistrzostwa Polski Strongman A-Nowi 2007, Rokietnica
- 2008
  - 7. miejsce – Puchar Europy Strongman KBI 2008, Staszów
  - 4. miejsce – Puchar Polski Strongman: Eliminate Your Opponent Cup 2008
- 2009
  - 6. miejsce – Finał Pucharu Polski Strongman Harlem 2009, Kielce
  - 2. miejsce – Mistrzostwa Polski Strongman Eliminate Your Opponent 2009, Zielona Góra
  - 3. miejsce – Halowy Puchar Polski Strongman 2009, Lębork
- 2010
  - 3. miejsce – Mistrzostwa Polski Strongman Harlem 2010, Stargard Szczeciński
  - 5. miejsce – Mistrzostwa Europy Strongman 2010, Września

## Kariera w sportach walki
16 grudnia 2012 roku zaplanowano pojedynek Kowalczyka z Marcinem Najmanem na zasadach K-1, który miał się odbyć na Wyspach Brytyjskich w Londynie, ale Marcin Najman wycofał się z pojedynku ze względu na „niewywiązanie się z ustaleń, organizatorów tej walki” i w zastępstwie zakontraktowano związanego z KSW Mariusza Pudzianowskiego, a formułę walki zmieniono na MMA, lecz do walki nie doszło, jak i do całej gali z powodu niewywiązania się organizatorów do wcześniejszych ustaleń finansowych z zawodnikami.
31 sierpnia 2013 roku na III międzynarodowej gali sportów walki ONLY1 w Ustroniu zadebiutował w formule Sanda. Jego rywalem był Czech Michal Soucek, którego pokonał decyzją sędziów.
28 czerwca 2014 roku na Fight Exclusive Night 3: The War is Coming zadebiutował w formule MMA. Jego rywalem był Litwin Tomas Vaicickas, którego pokonał w 48. sekundzie walki przez ciosy pięściami.
Prawie dwa lata później, podczas FEN 11 16 marca 2016 roku technicznie znokautował kulturystę Akopa Szostaka.
15 października odniósł swoje trzecie zwycięstwo w karierze, na gali FEN 14 poddając duszeniem gilotynowym Tomasza Czerwińskiego.
27 maja 2017 stoczył jednorazową walkę dla największej polskiej organizacji, gdzie przegrał przez techniczny nokaut z Mariuszem Pudzianowskim.

## Lista walk w MMA
| Wynik     | Bilans | Przeciwnik (bilans przed walką)   | Rozstrzygnięcie                  | Runda | Czas | Rozgrywki                | Data       | Miejsce  | Uwagi                       |
| --------- | ------ | --------------------------------- | -------------------------------- | ----- | ---- | ------------------------ | ---------- | -------- | --------------------------- |
| Przegrana | 3-1    | Mariusz Pudzianowski (10-5. 1 NC) | TKO (poddanie po ciosie łokciem) | 2     | 2:50 | KSW 39: Colosseum        | 27.05.2017 | Warszawa | Debiut w KSW, Co-Main Event |
| Wygrana   | 3-0    | Tomasz Czerwiński (8-14)          | Poddanie (duszenie gilotynowe)   | 1     | 2:17 | FEN 14: Silesian Rage    | 15.10.2016 | Katowice |                             |
| Wygrana   | 2-0    | Akop Szostak (2-0)                | TKO (ciosy pięściami)            | 1     | 0:43 | FEN 11: Warsaw Time      | 16.03.2016 | Warszawa |                             |
| Wygrana   | 1-0    | Tomas Vaicickas (1-8)             | TKO (ciosy pięściami)            | 1     | 0:48 | FEN 3: The War is Coming | 28.06.2014 | Wrocław  | Debiut w MMA                |